# Estat de Brandenburg (1945-1952)
|  | No confondre amb l'actual Estat de Brandenburg d'Alemanya |

L'Estat de Brandenburg (Land Brandenburg) va ser una subdivisió de la zona d'ocupació soviètica (SBZ) (fins a 1949) i estat de l'Alemanya de l'Est (des de 1949) que correspon àmpliament a l'estat alemany de Brandenburg actual.

## Història
L'estat es va formar originalment com a divisió administrativa de la Província de la Marca de Brandenburg (Provinz Mark Brandenburg) per l'Administració militar soviètica a Alemanya (SMAD) al juliol de 1945, intentant restablir l'antiga província prussiana de Brandenburg, excloent les parts orientals darrere de la línia Oder-Neisse cedides a Polònia. Amb l'abolició de Prússia al febrer de 1947, va ser nomenat Estat Marca de Brandenburg (Land Mark Brandenburg), però al juny de 1947, la SMAD va obligar a canviar el nom a Estat de Brandenburg. L'agost de 1945, es va descartar una transferència de territori entre Berlín ocupada pels aliats. En comparació amb les divisions administratives de l'Alemanya nazi, comprenia la part occidental del Gau de la Marca de Brandenburg i petites parts del de Berlín.
A causa de la situació de postguerra a Alemanya, la SMAD va nomenar tots els càrrecs de les administracions estatals en totes les subdivisions de la seva zona d'ocupació. Karl Steinhoff es va convertir en el president de l'administració estatal a Brandenburg i posteriorment va ser elegit ministre-president. Les primeres eleccions per al Landtag de Brandenburg es van celebrar el 20 d'octubre de 1946, el mateix dia que s'havien descartat les eleccions per al Landtage de les altres divisions de la SBZ. El SED recolzat pels soviets (que es va convertir en el partit governant de la RDA a partir de 1949) va rebre el 43,5% dels vots, CDU el 30,3%, LDPD el 20,5% i VdgB el 5,7%. Al febrer de 1947, es va adoptar la constitució estatal. No obstant això, totes les resolucions del parlament van ser sotmeses a l'aprovació de la SMAD.
Després de la fundació de la República Democràtica Alemanya (RDA) a l'octubre de 1949, es va celebrar unes segones eleccions per al Landtag a l'octubre de 1950. L'únic partit era el Front Nacional, una aliança de partits polítics i organitzacions de masses controlades pel SED, que va rebre 99,9% dels vots. Després d'aquesta elecció, es va convertir en el primer i únic moment en què cinc membres del Landtag es van enviar a la Cambra d'Estats de la RDA. Com que els comunistes dirigents van intentar construir un estat quasi-unitari, l'Estat es va dissoldre mitjançant un canvi de la Constitució de l'Alemanya de l'Est al juliol de 1952. Tots els cinc Länder van ser substituïts per 14 nous districtes (Bezirke). En el cas de Brandenburg, el territori va ser transferit als de Cottbus, Frankfurt, Neubrandenburg, Potsdam i Schwerin. L'abolició de la Cambra dels Estats el 1958 i dues ratificacions de la constitució el 1968 i 1974 finalment eliminen tota mena de federalisme a la RDA fins a la revolució pacífica de 1989. Després de les primeres eleccions lliures a la RDA, els cinc Länder van ser restablerts amb alguns ajustos geogràfics menors a l'agost de 1990 per accedir a la República Federal d'Alemanya.

## Ministre-President
- 1946-1949: Karl Steinhoff
- 1949-1952: Rudolf Jahn

## Divisions administratives

### Districtes urbans
1. Brandenburg an der Havel
2. Cottbus (Al 1950 s'integra al districte de Cottbus)
3. Eberswalde (Al 1950 s'integra al districte d'Oberbarnim)
4. Forst (Al 1950 s'integra al districte de Cottbus)
5. Frankfurt (Oder) (Al 1950 s'integra al districte de Frankfurt de l'Oder)
6. Guben (Al 1950 s'integra al districte de Cottbus)
7. Potsdam
8. Rathenow (Al 1950 s'integra al districte de Westhavelland)
9. Wittenberge (Al 1950 s'integra al districte de Westhavelland)

### Districtes rurals
1. Districte d'Angermünde
2. Districte de Beeskow-Storkow (des de 1950 Districte de Fürstenwalde)
3. Districte de Calau (des de 1950 Districte de Senftenberg)
4. Districte de Cottbus
5. Districte de Frankfurt de l'Oder (des de 1950)
6. Districte de Guben (fins al 1950)
7. Districte de Lebus (des de 1950 Districte de Seelow)
8. Districte de Lübben
9. Districte de Luckau
10. Districte de Luckenwalde
11. Districte de Niederbarnim
12. Districte d'Oberbarnim
13. Districte d'Osthavelland
14. Districte d'Ostprignitz
15. Districte de Prenzlau
16. Districte de Ruppin
17. Districte de Spremberg
18. Districte de Teltow
19. Districte de Templin
20. Districte de Westhavelland
21. Districte de Westprignitz
22. Districte de Zauch-Belzig